# Guidel
Guidel település Franciaországban, Morbihan megyében. Lakosainak száma 12 236 fő (2022. január 1.). Guidel Rédené, Pont-Scorff, Gestel, Quéven, Ploemeur, Clohars-Carnoët és Quimperlé községekkel határos.

## Népesség
A település népességének változása:
| Lakosok száma | 3367 | 6071 | 8241 | 9877 | 10 760 | 11 410 | 11 550 | 11 767 | 11 743 | 12 236 |
|               | 1968 | 1982 | 1990 | 2006 | 2013   | 2015   | 2017   | 2019   | 2020   | 2022   |